# Phare de Stavernsodden
Le phare de Stavernsodden (en norvégien : Stavernsodden fyr) est un phare actif de la commune de Larvik, comté de Vestfold.
Il est géré par l'administration côtière norvégienne (en norvégien : Kystverket).
Il est classé patrimoine culturel par le Riksantikvaren.

## Historique
Le premier a été créé en 1855, mais au départ il ne s'agissait que d'un petit phare avec un poste de garde.
Le bâtiment actuel a été construit en 1874. Il est situé au point le plus au sud de l'île de Stavernsøya, protégeant le port de Stavern, du côté ouest de l'entrée du Larviksfjord. Le phare a été automatisé en 1984. Les bâtiments sont désormais exploités par Kystlaget Fredriksvern på dugnad pour de les mettre à la disposition du public afin que le plus grand nombre de personnes puisse découvrir ce que pourrait être la vie sur un phare.

## Caractéristiques dufeu maritime
Identifiant : ARLHS : NOR-225 ; NF-042000 - Amirauté : B2582 - NGA : 0820.

### Galerie

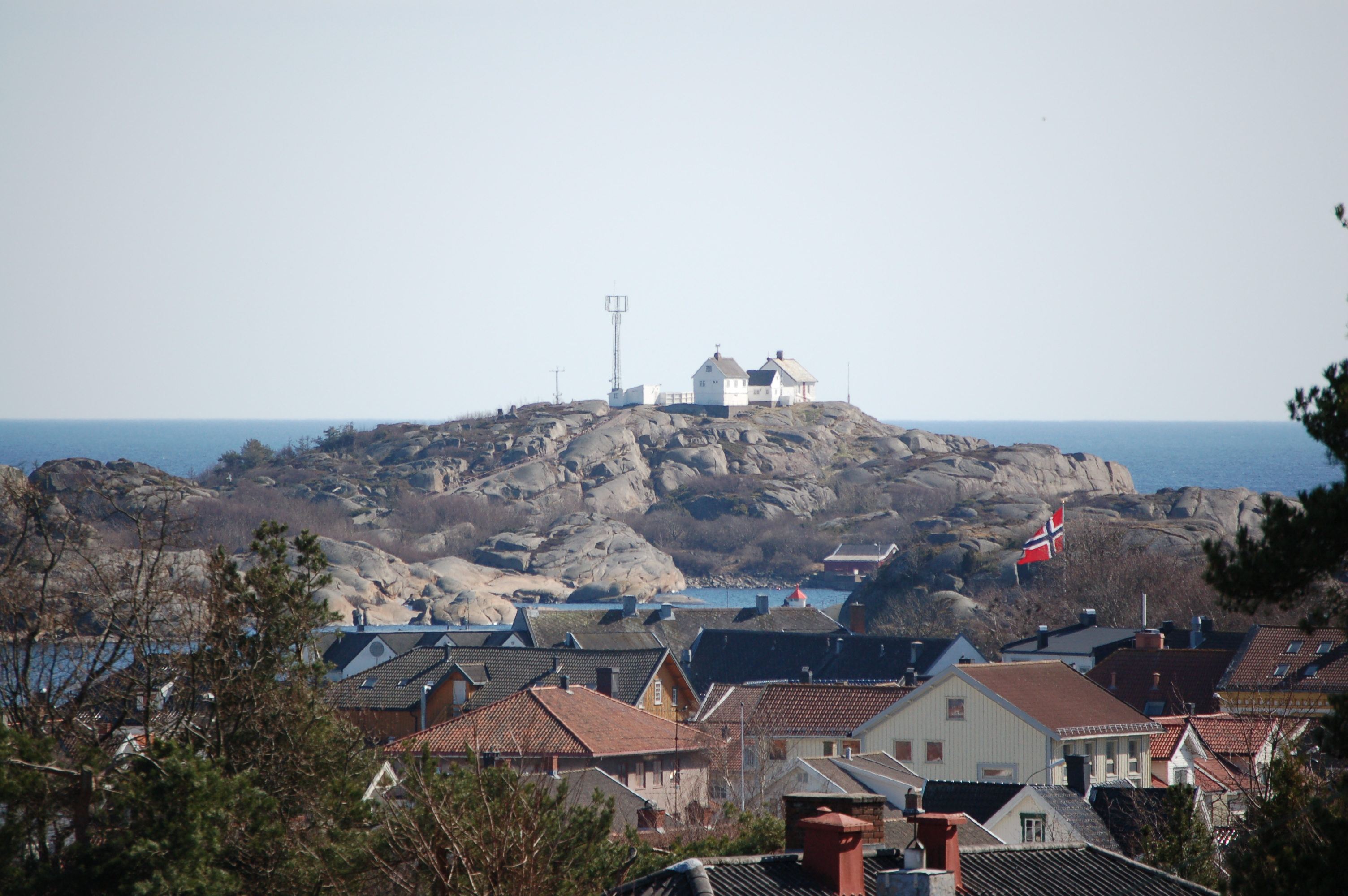
Stavernsoya

### Lien connexe
- Liste des phares de Norvège